# Toboggan (magazine)
Pour les articles homonymes, voir Toboggan.
Toboggan est un magazine pour enfants français, édité par Milan Presse, filiale du groupe Groupe Bayard, créé en novembre 1980.

## Historique
En 1975, Patrice Amen, cofondateur et autrefois directeur général des éditions Milan, a vu sa fille naître, ce qui a provoqué en lui le désir de se lancer dans l’édition jeunesse. Il voulait offrir le meilleur à sa fille. Il souhaite donc s’investir dans la publication d’un magazine amusant, mixte, éducatif et surtout laïque. Effectivement, il s'était rendu compte que certains éditeurs, tels que Fleurus Presse et Bayard Presse, deux groupes catholiques, produisaient des magazines très marqués religieusement. Selon lui, « l'enfant n'est pas un adulte en miniature qui ne trouverait à se nourrir que dans son seul cocon familial.» « À l’époque, les magazines pour enfants disponibles étaient très catholiques, il y avait des pages de catéchisme dedans... Je rêvais donc pour ma fille de trois ans d’une presse laïque et éducative », confie-t-il. Après beaucoup de réflexions et de discussion avec des instituteurs mais aussi des chercheurs en sciences de l’éducation, il crée alors en 1980 les éditions Milan avec ses clients les plus fidèles, autour du magazine Toboggan, destiné aux 5-7 ans, s’inscrivant dans une volonté de faire disparaitre les inégalités culturelles. L'équipe pioche assidûment l'aspect pédagogique qui reste aujourd'hui encore une marque de fabrique des publications Milan.

## Présentation
Toboggan est un mensuel, destiné aux enfants de 5 à 7 ans. Articulé autour d'histoires, de BD, de pages bricolage ou cuisine, de jeux (par exemple les enquêtes policières du chien Super-Ouaf), etc. Son objectif est de promouvoir la lecture. À noter la présence d'un petit cahier de seize pages pour les parents. Des numéros hors-séries viennent compléter le mensuel sur un thème particulier ou sont consacrés à des jeux.